# سیارک ۲۱۶۸۴
سیارک ۲۱۶۸۴ (به انگلیسی: 21684 Alinafiocca، نامگذاری:1999RR33) بیست و یک هزار و ششصد و هشتاد و چهارمین سیارک کشف شده‌است که در ۴ سپتامبر ۱۹۹۹ کشف شد.
قدر مطلق سیارک برابر ۱۵٫۵۰ است.